# Коройсинмертін (комуна)
Коройсинмертін (рум. Coroisânmărtin) — комуна у повіті Муреш в Румунії. До складу комуни входять такі села (дані про населення за 2002 рік):
- Корой (143 особи)
- Коройсинмертін (395 осіб) — адміністративний центр комуни
- Одріхей (480 осіб)
- Шоймуш (469 осіб)

Комуна розташована на відстані 248 км на північний захід від Бухареста, 15 км на південь від Тиргу-Муреша, 86 км на південний схід від Клуж-Напоки, 114 км на північний захід від Брашова.

## Населення
За даними перепису населення 2002 року у комуні проживали 1487 осіб.
Національний склад населення комуни:
| Національність | Кількість осіб | Відсоток |
| -------------- | -------------- | -------- |
| румуни         | 900            | 60,5%    |
| угорці         | 330            | 22,2%    |
| цигани         | 256            | 17,2%    |
| німці          | 1              | 0,1%     |

Рідною мовою назвали:
| Мова      | Кількість осіб | Відсоток |
| --------- | -------------- | -------- |
| румунська | 927            | 62,3%    |
| угорська  | 387            | 26,0%    |
| циганська | 172            | 11,6%    |
| німецька  | 1              | 0,1%     |

Склад населення комуни за віросповіданням:
| Релігія                             | Кількість осіб | Відсоток |
| ----------------------------------- | -------------- | -------- |
| православні                         | 1015           | 68,3%    |
| реформати                           | 305            | 20,5%    |
| п'ятдесятники                       | 53             | 3,6%     |
| унітарії                            | 35             | 2,4%     |
| римо-католики                       | 26             | 1,7%     |
| греко-католики                      | 22             | 1,5%     |
| адвентисти                          | 13             | 0,9%     |
| бретрени                            | 4              | 0,3%     |
| баптисти                            | 1              | 0,1%     |
| лютерани (Аугсбурзького сповідання) | 1              | 0,1%     |
| не релігійні                        | 1              | 0,1%     |
| атеїсти                             | 1              | 0,1%     |
| не вказали релігію                  | 1              | 0,1%     |